# Модель Еберса—Молла

Модель Еберса-Молла для транзистора NPN

Модель Еберса—Молла - математична модель біполярного транзистора, запропонована Джуелом Еберсом і Джоном Моллом (англ. John L. Moll) в 1954 році.
До складу моделі входять ідеальні діоди, ідеальні керовані джерела струму і паразитні ємності.
Ця модель справедлива для всіх режимів роботи транзистора:
- активний режим (активне підсилення) - емітерний перехід зміщено в прямому напрямку, а колекторний – у зворотному;
- режим відсікання (відсічки) струму - на обидва переходи подані зворотні напруги, обидва переходи закрито, через них проходять незначні зворотні струми. У першому наближенні можна вважати, що всі струми дорівнюють нулю, а між виводами транзистора має місце розрив;
- режим насичення – на обидва переходи подані прямі напруги, тобто обидва переходи зміщено в прямому напрямку (транзистор повністю відкритий). У цьому режимі і емітер, і колектор інжектують електрони в базу, у результаті чого в структурі протікають два зустрічних наскрізних потоки електронів (нормальний та інверсний). Від співвідношення цих потоків залежить напрямок струмів, що протікають у колі емітера та колектора. Внаслідок подвійної інжекції база транзистора дуже сильно насичується надлишковими електронами, через що підсилюється їхня рекомбінація з дірками, і рекомбінаційний струм бази виявляється значно вище, ніж в активному або інверсному режимах. Слід також зазначити, що у зв'язку з насиченням бази транзистора і його переходів надлишковими носіями заряду, їхні опори стають дуже маленькими. Тому при великому струмі колектора в транзисторі розсіюється мала потужність внаслідок малого опору відкритого колекторного переходу. Цей режим є основним при побудові перемикальних схем;
- інверсний активний режим характеризується тим, що до емітерного переходу підводиться зворотна напруга, а до колекторного – пряма, тобто емітер і колектор міняються місцями. У зв'язку з тим, що підсилювальні властивості транзистора в інверсному режимі виявляються значно гірше, ніж в активному режимі, транзистор в інверсному режимі практично не використовується.

Модель добре підійшла під вимоги і обмеження перших програм машинного моделювання електричних кіл і стала складовою частиною SPICE, Micro-Cap, Design Center та інших засобів САПР.
Послідовне ускладнення моделі Еберса—Молла приводить до  моделі Гуммеля—Пуна.